# Přehřátá pára
Přehřátá pára má nižší tlak a hustotu než sytá pára téže teploty. Přehřátá pára vzniká například zahříváním syté páry bez přítomnosti kapaliny.
Přehřátá pára se svými vlastnostmi blíží spíše vlastnostem plynů, a to tím více, čím více se její stav liší od stavu syté páry. Pro přehřáté páry, jejichž stav je daleko od stavu sytých par platí přibližně stavová rovnice ideálního plynu.

## Nebezpečnost při úniku
Unikající přehřátá pára je sice slyšet, avšak není prostým pohledem vidět: Bílá oblaka jsou z již vzduchem ochlazené páry, kondenzující v běžnou mokrou páru a mlhu, již neškodnou. Například při haváriích v továrnách bývala unikající ostrá pára příčinou úmrtí. Ani ne tak z prvotní poruchy, nýbrž často druhotně: Pokud do neviditelného proudu ostré páry někdo vstoupil, což se v zamlženém prostoru stane snadno, ostrý proud ho roztrhal. A hůře: K ležícímu tělu přicházeli i další lidé, pomoci, sami se však stávali dalšími a dalšími oběťmi.